# Les Méchins
Les Méchins est une municipalité de la province de Québec, au Canada, située dans la municipalité régionale de comté de La Matanie, en Gaspésie, sur la rive sud du fleuve Saint-Laurent. La municipalité actuelle est née de la fusion de Saint-Paulin-Dalibaire, de Saint-Thomas-de-Cherbourg et des Méchins en 1982.

## Toponymie
L'origine du toponyme des Méchins provient d'une légende amérindienne mentionnée dans Trois légendes de mon pays, œuvre de Joseph-Charles Taché publiée en 1861. Selon cette légende reprise par le Commission de toponymie du Québec, le génie du mal Outikou pourchassait les Amérindiens armé d'un bâton de la grosseur d'un arbre. Ce cyclope haut de 2,5 mètres et habitant les collines boisées des Méchins portait le nom micmac de Matsi qui signifie « méchant » et qui aurait été déformé par la suite en « méchin ». Une autre théorie dit plutôt que les rochers dans la mer en face des Méchins qui rendaient la navigation difficile auraient été qualifiés de « méchants » qui aurait été transformé en « méchins » avec le temps.
Les gentilés sont : Méchinois et Méchinoises.

## Géographie

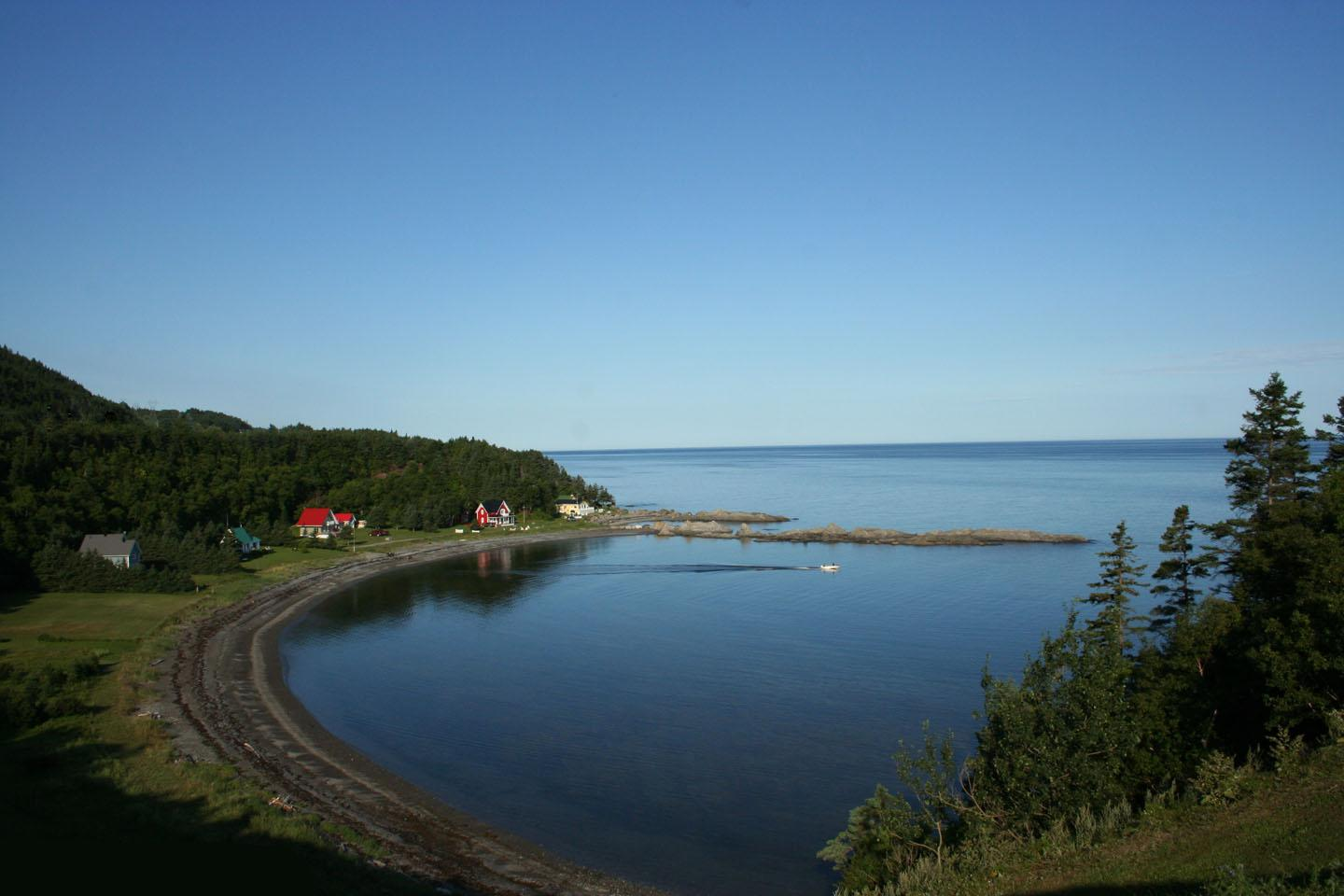
L'anse des Cayes aux Méchins en août 2010

Les Méchins sont situés sur le versant sud du fleuve Saint-Laurent à 455 km au nord-est de Québec et à 230 km à l'ouest de Gaspé. Les villes importantes près des Méchins sont Sainte-Anne-des-Monts à 40 km à l'est et Matane à 45 km au sud-ouest. Les Méchins sont situés sur la route 132 dans sa boucle autour de la péninsule gaspésienne entre Grosses-Roches au sud-ouest et Capucins au nord-est. Le territoire des Méchins couvre une superficie de 452 km2.
À partir des lacs des Petits Chic-Chocs, dans le sud-ouest de la municipalité, la rivière des Grands Méchins traverse la municipalité vers le nord jusqu'à sa confluence avec l'estuaire maritime du Saint-Laurent.
À partir de son crénon dans le sud-ouest, la rivière des Grands Méchins Ouest coule vers le nord-est jusqu'à sa confluence avec la rivière des Grands Méchins.
À partir du lac Xavier, dans l'est de la municipalité, la rivière des Grands Capucins coule vers le nord-est.
La rivière Cap-Chat délimite l'est de la municipalité.

## Démographie

Distribution de l'âge en 2006

Selon Statistiques Canada, la population des Méchins était de 1 107 habitants en 2011. La tendance démographique des dernières années suit celle de l'Est du Québec, c'est-à-dire une décroissance. En effet, en 2006, la population était de 1 148 habitants. Ce qui correspond à un taux de décroissance de 3,6 % en cinq ans. L'âge médian de la population est de 53 ans.
Le nombre total de logements privés des Méchins est de 699. Cependant, seulement 536 de ces logements sont occupés par des résidents permanents. La majorité des logements des Méchins sont des maisons individuelles.
Statistiques Canada ne recense aucun immigrant aux Méchins. 98,6 % de la population des Méchins a le français en tant que langue maternelle ; 0,91% ont l'anglais comme langue maternelle. 14,5 % de la population maitrise les deux langues officielles du Canada ; tous les habitants maitrisent le français. Statistiques Canada ne recense aucun autochtone aux Méchins.
Le taux de chômage dans la municipalité était de 8,6 % en 2011. Le revenu médian des Méchinois est de 15 716 $.
41,5 % de la population de 15 ans et plus des Méchins n'a aucun diplôme d'éducation. 21 % de cette population n'a que le diplôme d'études secondaires ou professionnelles. 60 personnes possèdent un diplôme de niveau universitaire aux Méchins. Le principal domaine d'études des Méchinois est « l'architecture, le génie et les services connexes ».
| 1961  | 1966  | 1971  | 1976  | 1981  | 1986  | 1991  |
| ----- | ----- | ----- | ----- | ----- | ----- | ----- |
| 3 325 | 2 587 | 1 793 | 1 459 | 1 490 | 1 491 | 1 339 |

| 1996  | 2001  | 2006  | 2011  | 2016 | 2021 | - |
| ----- | ----- | ----- | ----- | ---- | ---- | - |
| 1 280 | 1 220 | 1 148 | 1 107 | 987  | 995  | - |

### Hameaux
- Cherbourg
- Cherbourg-Centre
- Dalibaire-Ouest

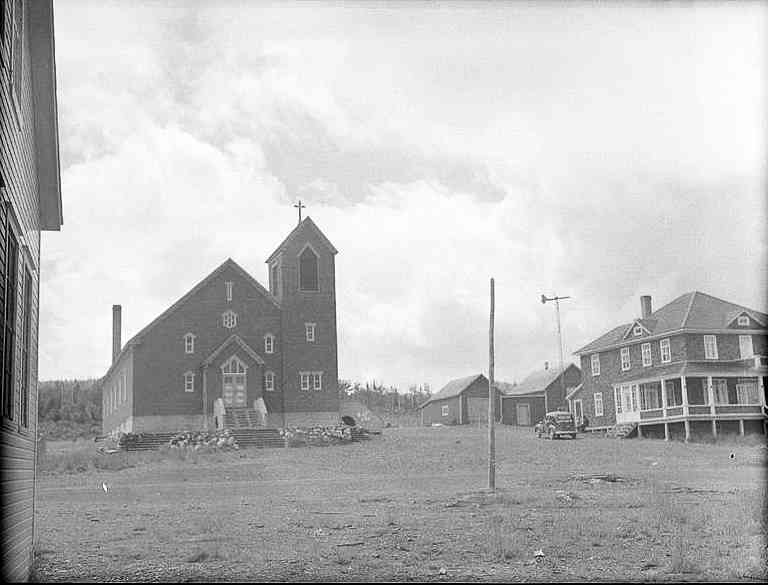
Église Saint-Thomas-de-Cherbourg en janvier 1945

- Grands-Méchins (partie principale des Méchins)
- Les Îlets
- Petits-Méchins
- Ruisseau-à-Sem

## Économie
L'économie des Méchins tourne principalement autour de l'industrie du bois dont la sylviculture et la transformation du bois. Il y a également un chantier maritime important aux Méchins.

## Histoire

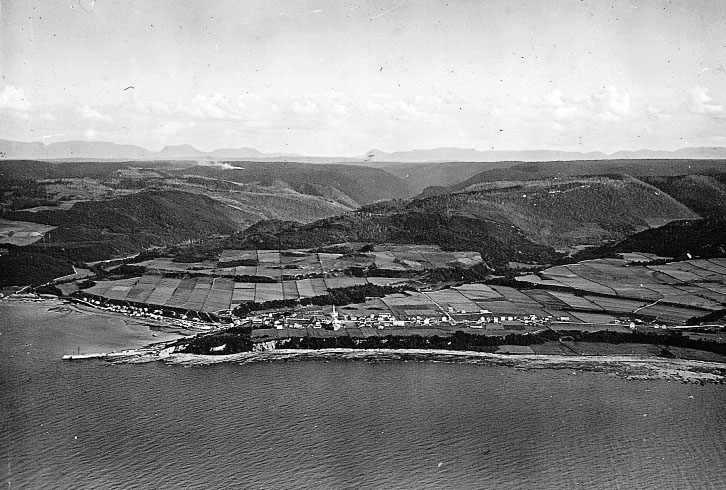
Grands-Méchins vers 1930

La municipalité est créée sous le nom de municipalité des cantons-unis de Dalibaire-et-Romieu par résolution du conseil municipal de la seconde division du comté de Rimouski adoptée le 12 septembre 1877 et approuvée par le lieutenant-gouverneur en conseil le 7 décembre 1877. Elle prend le nom de municipalité de Les Méchins le 27 septembre 1952 conformément à la décision du lieutenant-gouverneur en conseil du 28 août 1952. Les municipalités de Saint-Paulin-Dalibaire et de Saint-Thomas-de-Cherbourg sont créées officiellement par proclamation royale du 26 avril 1954, entrée en vigueur le 1er mai 1954. Les trois municipalités fusionnent sous le nom de municipalité des Méchins en vertu de lettres patentes délivrées le 20 octobre 1982.
Fréquenté de manière épisodique, le site des Méchins n’est occupé définitivement qu’à la fin des années 1850. Dès 1865, l'on y recense 115 habitants.  À cette époque, la grande majorité des Méchinois sont des cultivateurs-pêcheurs dont l’existence est rythmée par la succession des saisons.  Au fil du temps, le fleuve jouera un rôle de plus en plus important dans le développement de notre communauté. À la fin du XIXe siècle, la pêche devient ainsi la principale source de revenus du tiers des villageois qui complètent généralement leurs revenus par le travail dans des chantiers et des scieries comme ceux de la compagnie Richardson qui entrepose alors le bois de sciage sur la plage, près de la rivière Méchins.
Au tournant du XXe siècle, certains marins se dotent de barges d’une longueur de 30 à 40 pieds pouvant transporter le produit de leur pêche sur les marchés de Baie-Comeau, Sept-Îles, Havre-Saint-Pierre et Baie-Trinité.  Ces transports hebdomadaires durant l’été et l’automne sont complétés par du bois et des produits de la ferme. En retour, ces pêcheurs-commerçants reviennent leurs embarcations chargées de saumons qui sont revendus sur les marchés de Métis, du Bic, de Rimouski et de Trois-Pistoles.

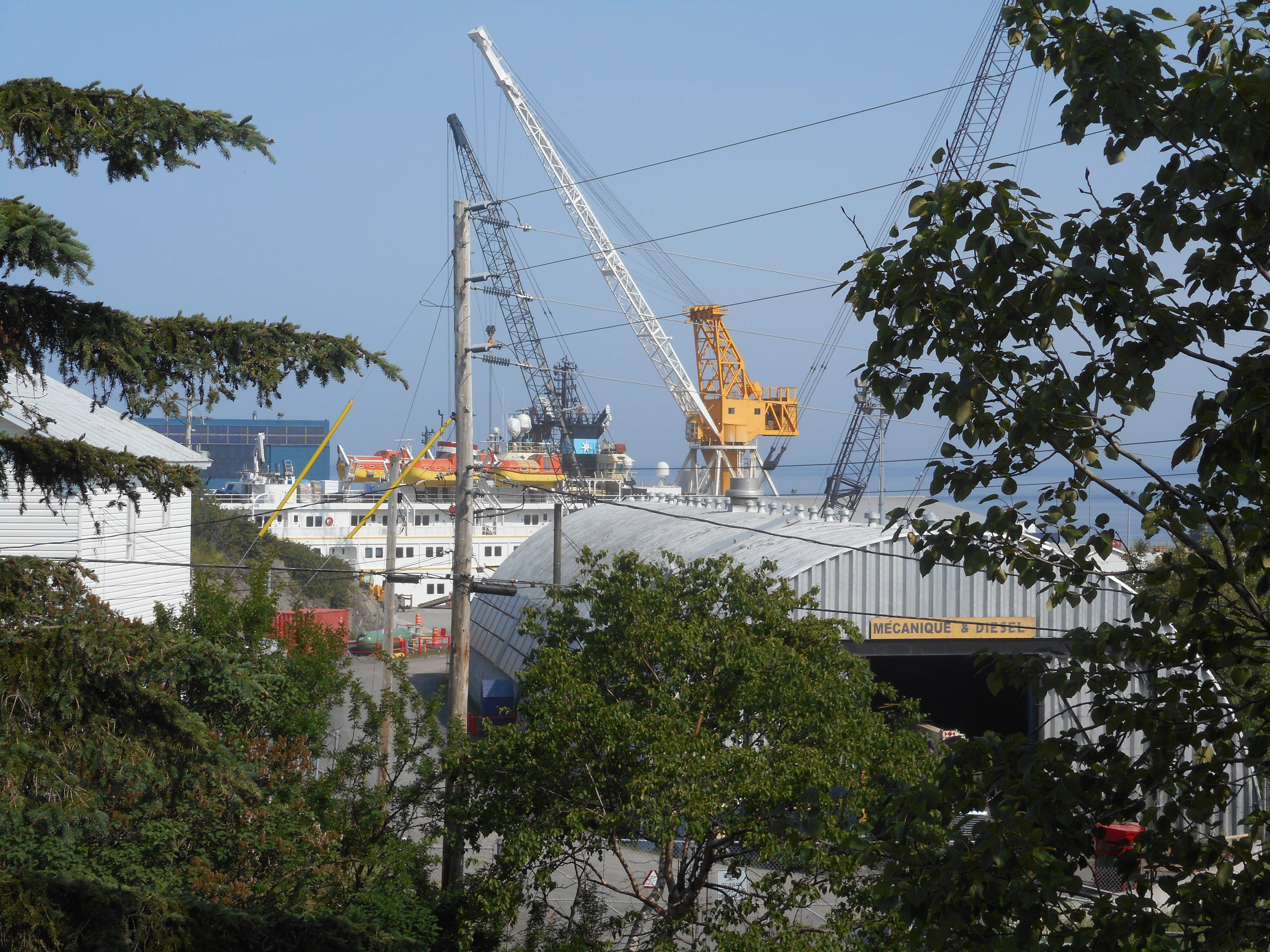
Verreault Navigation

Ce commerce est assez prospère pour permettre à certaines familles, notamment les Verreault, les Guimont et les Bernier d’acquérir ou de faire construire des navires plus grands appelés goélettes. Entre 1917 et 1947, 5 goélettes sont ainsi construites sur les plages des Méchins. Ces bâtiments faits principalement de bois seront peu à peu remplacés par des constructions de fer nécessitant des installations modernes. En 1964, la mise en service du chantier maritime de la compagnie Verreault Navigation Inc fondé par Borromée Verreault en 1956 répond à ce besoin. Très vite, la nouvelle entreprise atteint une production industrielle qui en fait un joueur de premier plan sur la scène régionale et nationale. Associée aux activités de dragages de la famille Verreault, la construction navale fait des Méchins le berceau d’une industrie maritime florissante.

## Architecture

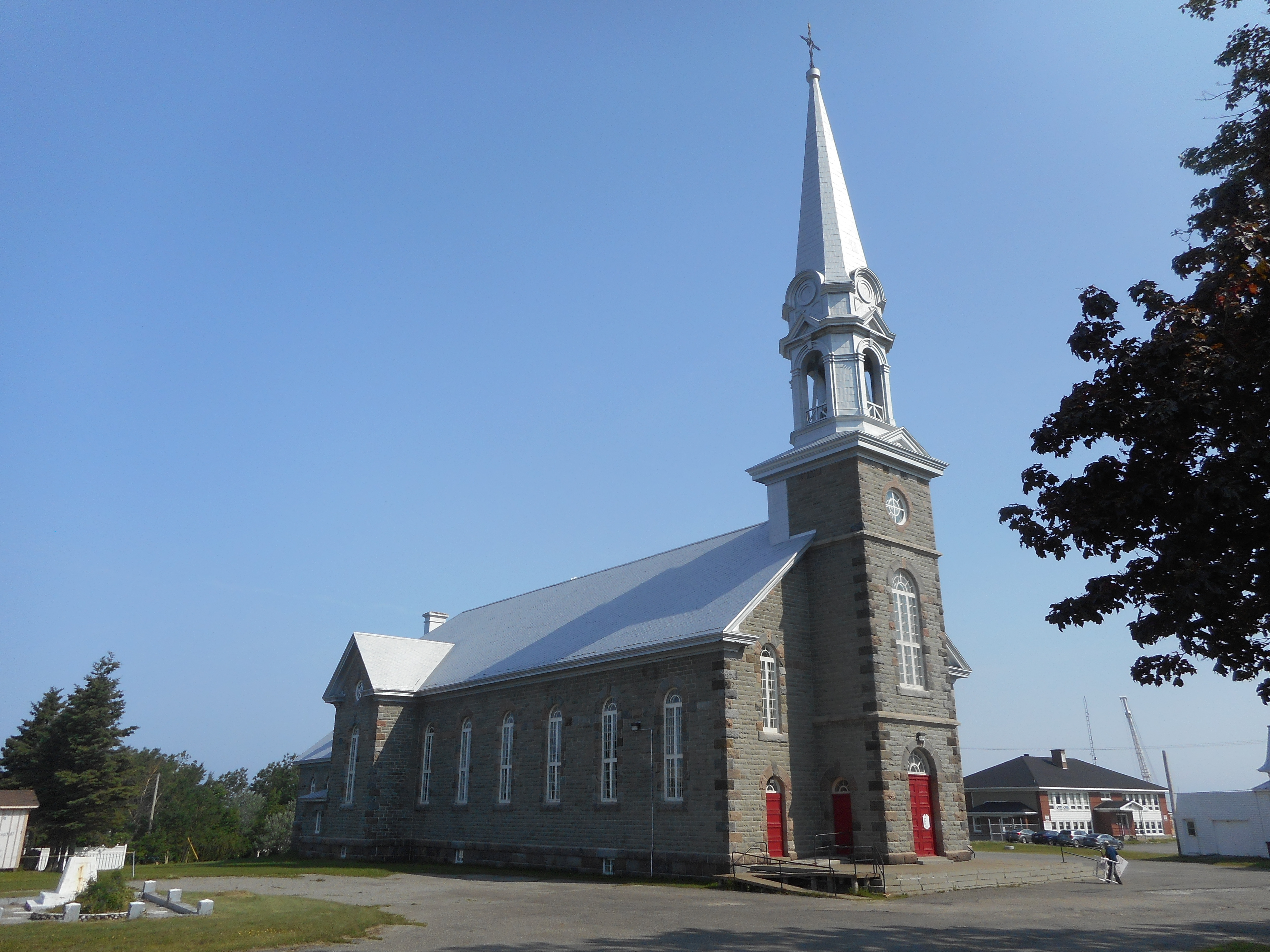
Église de Saint-Édouard

L'église Saint-Édouard, son presbytère et leurs dépendances constituent l'ensemble architectural le plus remarquable de la municipalité des Méchins notamment en raison de leur âge et de la qualité des matériaux utilisés. L'église construite en 1916 et 1918 est le deuxième plus ancien lieu de culte en pierre taillée de la Matanie. Elle est l'œuvre de l'architecte Thomas Raymond. Natif de Saint-Denis-de-Kamouraska, cet architecte a été apprenti auprès de François-Xavier Berlinguet, grand maître nord américain. Thomas commence à pratiquer le métier d'architecte à partir de 1891 à Québec. Il se distingue en devenant président de l'Association des architectes de la province de Québec en 1910. Prolifique, il a conçu plusieurs bâtiments exceptionnels et plusieurs églises dont celle des Méchins, de Cap-Chat et de Grande-Vallée. L'église présente les caractéristiques suivantes : une nef à trois vaisseaux avec une tribune arrière; une voûte plâtrée en forme d'arc en plein cintre; une implantation au sol en forme de croix latine avec un chœur en saillie, une abside et un chevet plat; un toit de tôle canadienne.
Concernant les dépendances, le presbytère est l'élément le plus remarquable. Il s'agit d'une vaste demeure construite en 1905 qui a gardé son cachet d'origine. De par ses dimensions, son authenticité et son toit mansardé en tôle canadienne, le presbytère se distingue des bâtiments de la même époque. Les dépendances incluent également des œuvres d'art, un calvaire et un charnier. Aujourd'hui utilisée comme bibliothèque municipale, la Maison du Centenaire vient compléter cet ensemble architectural d'origine religieuse. Cette maison de taille modeste avec un toit à deux versants fut la sacristie de la première église érigée en 1876. Elle fut déplacée et transformée lors de la construction de l'église actuelle pour devenir la maison du sacristain. Il s'agit d'un des plus anciens bâtiments de la municipalité à avoir conservé une apparence authentique.

## Mentions en littérature
Les Méchins sont le lieu d'origine du père de l'auteur Deni Y. Béchard dans son récit-mémoire "Remèdes pour la faim". Tout au long du livre, largement articulé autour des souvenirs du père, que son fils connaît sous le nom d'André (mais dont le vrai nom est Edwin), ex-braqueur de banques, l'auteur cherche à comprendre pourquoi son père a fui sa famille et n'est jamais retourné au Québec. Après le suicide de celui-ci, l'auteur retrouve sa famille et visite les lieux de son enfance, aux Méchins, "demeures décrépites dans quelques petites rues près de l'église en pierres qui avait été le théâtre de tant d'histoires, où le curé Jean, ce prêtre que mon père haïssait, avait prêché." (Béchard, Deni Y. Remèdes pour la faim, Alto, 2013 p. 576)  Le père insiste souvent sur le caractère misérable de son enfance. Visitant les lieux, Béchard mentionne "la vitesse à laquelle cette région du monde avait changé..." (idem, p. 576)

## Administration
Le conseil municipal est composé d'un maire et de six conseillers élus à tous les quatre ans. Le poste de maire est actuellement occupé par Mathieu Isabel.
| mandat | fonction    | nom                           |
| ------ | ----------- | ----------------------------- |
| 2024 - | Maire       | Mathieu Isabel                |
| 2024 - | Conseillers |                               |
| 2024 - | #1          | Réal Isabel (maire suppléant) |
| 2024 - | #2          | Jean-Pierre Thériault         |
| 2024 - | #3          | Henrick Isabel                |
| 2024 - | #4          | Marcel Lavoie                 |
| 2024 - | #5          | Diane Bouchard                |
| 2024 - | #6          | Guy Bouchard                  |

| Les Méchins Maires depuis 2005                                                                                        |                                 |         |          |
| Élection | Maire                           | Qualité | Résultat |
| 2005 | Donald Grenier                  |         | Voir     |
| 2009 | Jacques Bernier                 |         | Voir     |
| 2011 | Jean-Sébastien Barriaut         |         |          |
| 2013 | Alain Dugas                     |         | Voir     |
| 2017 | Dominique Roy                   |         | Voir     |
| 2021 | Dominique Roy                   | Voir    |          |
| sept. 2023 | Commission municipale du Québec |         | Voir     |
| 2024 | Mathieu Isabel                  |         | Voir     |
| Élection partielle en italique Depuis 2005, les élections sont simultanées dans toutes les municipalités québécoises. |                                 |         |          |

De plus, Alexandre Thomas est le directeur-général et secrétaire-trésorière de la municipalité.